# Мака перуанська
Мака перуанська, або Хріниця Мейєна (лат. Lepidium meyenii) — вид рослин з роду Хріниця сімейства Капустяних. Росте на високогірних плато Болівії, Перу, а також північного заходу Аргентини на висоті 3500-4450 метрів над рівнем моря.
Використовується як харчовий продукт, імовірно має не підтверджені клінічними дослідженнями афродизіатичні властивості (причому в комерційних цілях іноді називається перуанським женьшенем). Основні активні компоненти:
- аміди жирних кислот (макаміди різновидів A, B1, B2, C) — сприяють збільшенню потенції;
- суміші імідазольних алкалоїдних похідних — алкалоїди (лепідини А і В)[6][7][8][9].

Бульби маки використовуються у сирому, вареному та сушеному вигляді (для приготування своєрідного пюре з додаванням молока). Сушені бульби можуть зберігатися довгі роки. Вирощування маки в Південній Америці поширилося з часів Конкісти, проте згодом скоротилося. У Перу на початку XXI століття лише близько 50 гектарів було зайнято посадками маки.
Французьке Агентство санітарної безпеки попереджає споживачів про можливу небезпеку вживання меленого кореня маки, оскільки він містить потенційно мутагенні компоненти.
Свою наукову назву вид отримав на честь німецького ботаніка Франца Юліуса Фердинанда Мейєна, 1804–1840), який досліджував флору Перу в 1831 році під час навколосвітньої подорожі під орудою Александра фон Гумбольдта.